# 藤原方正
藤原 方正（ふじわら の まさただ、生年不詳 - 治安元年（1021年）5月）は、平安時代中期の貴族。藤原南家真作流、紀伊守・藤原棟利の子。官位は正四位下・河内守。

## 経歴
従五位下に叙爵後、一条朝初頭に左衛門権佐に任ぜられる。その後、上野介を務め、長保3年（1001年）治国の功労により従四位下に叙せられている。寛弘2年（1005年）摂津守に任ぜられて再び地方官を務め、寛弘9年（1012年）までに従四位上に叙せられた。
地方官を歴任する一方で藤原道長の家司も務めていたが、長和2年（1013年）8月15日に、道長の妻が外出する際の準備の手際が悪かったとして、道長の自邸の小屋に監禁される仕打ちを受けている。寛仁2年（1018年）後一条天皇が上東門院に行幸した際に他の家司とともに昇叙を受け、方正は正四位下に昇っている。その後、河内守に任ぜられるが、治安元年（1021年）5月に卒去。

## 官歴
- 時期不詳：従五位下
- 永延3年（989年）2月7日：見左衛門権佐[2]
- 時期不詳：民部少輔[3]
- 長徳3年（997年）正月11日：見上野介[4]
- 長保3年（1001年）正月30日：従四位下（治国）[5]
- 寛弘2年（1005年）6月19日：摂津守[6]
- 寛弘6年（1009年）正月28日：得替[6]
- 時期不詳：従四位上
- 寛弘9年（1012年）11月29日：見前摂津守[6]
- 寛仁2年（1018年）10月22日：正四位下（上東門院行幸行事賞）[2]
- 寛仁4年（1020年）10月11日：見河内守[2]
- 治安元年（1021年） 5月：卒去[3]

## 系譜
『尊卑分脈』による。
- 父：藤原棟利
- 母：源中明の娘
- 生母不詳の子女
  - 男子：藤原実房
  - 男子：藤原実行
  - 男子：藤原実昌
  - 男子：頼尊